# F. Walter Hyndman
Pour les articles homonymes, voir Hyndman.
Frederick Walter Hyndman, est un homme politique canadien, servit comme lieutenant-gouverneur de la province de l'Île-du-Prince-Édouard entre 1958 et 1963.

## Biographie
Frederick Walter Hyndman est né à Charlottetown, fils de Walter Eardley Hyndman et de Winnifred Sarah Cotton, et a fait ses études au Prince of Wales College. En 1934, Hyndman a épousé Norah Cecile Shannon. Il a servi en tant que major pendant la Seconde Guerre mondiale.
Hyndman s'est présenté sans succès à un siège à l'Assemblée provinciale dans la circonscription de 5th Queens en 1955.
Il était président de Hyndman & Company Ltd (fondée en 1872).